# Kanashiki Amefuri / Adam to Eve no Dilemma
Singles de °C-ute
Crazy Kanzen na Otona
(2013) Tokai no Hitorigurashi
(2013)
 Kanashiki Amefuri / Adam to Eve no Dilemma  (悲しき雨降り／アダムとイブのジレンマ) est le 22e single "major" et 28e single au total du groupe Cute, sorti en 2013.

## Présentation
Le single, écrit, composé et produit par Tsunku, sort le 10 juillet 2013 au Japon sur le label zetima, trois mois seulement après le précédent single du groupe, Crazy Kanzen na Otona. C'est un single "double face A", le premier du groupe, contenant deux chansons principales et leurs versions instrumentales, ainsi qu'une troisième chanson. Il atteint la 4e place du classement des ventes de l'oricon.
Il sort en deux éditions régulières notées "A" et "B", avec des pochettes différentes et une troisième chanson différente. Sortent aussi quatre éditions limitées du single, notées "A", "B", "C", et "D", avec des pochettes différentes ; les trois premières contiennent les mêmes titres que l'édition régulière A et un DVD différent en supplément, tandis que la dernière contient les mêmes titres que l'édition régulière B et pas de DVD. Le single ne sort pas en version "single V" (DVD contenant le clip vidéo).
Les deux chansons figureront sur l'album 8 Queen of J-Pop qui sortira deux mois plus tard.

## Formation
Membres du groupe créditées sur le single :
- Maimi Yajima
- Saki Nakajima
- Airi Suzuki
- Chisato Okai
- Mai Hagiwara

## Liste des titres
CD de l'édition régulière A et des éditions limitées A, B, C
1. Kanashiki Amefuri (悲しき雨降り?)
2. Adam to Eve no Dilemma (アダムとイブのジレンマ?)
3. Dare ni mo Naishô no Koishite Iru no (誰にも内緒の恋しているの?)
4. Kanashiki Amefuri (Instrumental) (悲しき雨降り...?)
5. Adam to Eve no Dilemma (Instrumental) (アダムとイブのジレンマ...?)

CD de l'édition régulière B et de l'édition limitée D
1. Kanashiki Amefuri (悲しき雨降り?)
2. Adam to Eve no Dilemma (アダムとイブのジレンマ?)
3. Attakai Ude de Tsutsunde (あったかい腕で包んで?)
4. Kanashiki Amefuri (Instrumental) (悲しき雨降り...?)
5. Adam to Eve no Dilemma (Instrumental) (アダムとイブのジレンマ...?)

DVD de l'édition limitée A
1. Kanashiki Amefuri (Music Video) (悲しき雨降り...?)
2. Kanashiki Amefuri (Dance Shot Ver.) (悲しき雨降り...?)

DVD de l'édition limitée B
1. Adam to Eve no Dilemma (Music Video) (アダムとイブのジレンマ...?)
2. Adam to Eve no Dilemma (Dance Shot Ver.) (アダムとイブのジレンマ...?)

DVD de l'édition limitée C
1. Kanashiki Amefuri (Close-up Ver.) (悲しき雨降り...?)
2. Adam to Eve no Dilemma (Close-up Ver.) (アダムとイブのジレンマ...?)
3. Kanashiki Amefuri (Another Edition) (悲しき雨降り...?)
4. Adam to Eve no Dilemma (Special Comment Clip) (アダムとイブのジレンマ(スペシャルコメント映像)?)